# 李仕清 (弘治進士)
李仕清（1470年—？年），字希獻，四川敘州府長寧縣人，民籍，治《詩經》，明朝政治人物。

## 生平
四川鄉試第四十二名舉人。弘治十八年（1505年）中式乙丑科三甲第一百三十名進士。

## 家族
曾祖李遇春；祖父李桂業；父李辰，母羅氏。